# Витимкан
Витимка́н (эвенк. Видымкан — Малый Витим) — река в России, протекает по территории Баунтовского эвенкийского района Бурятии. Длина реки — 141 км. Площадь бассейна — 2580 км².

## География

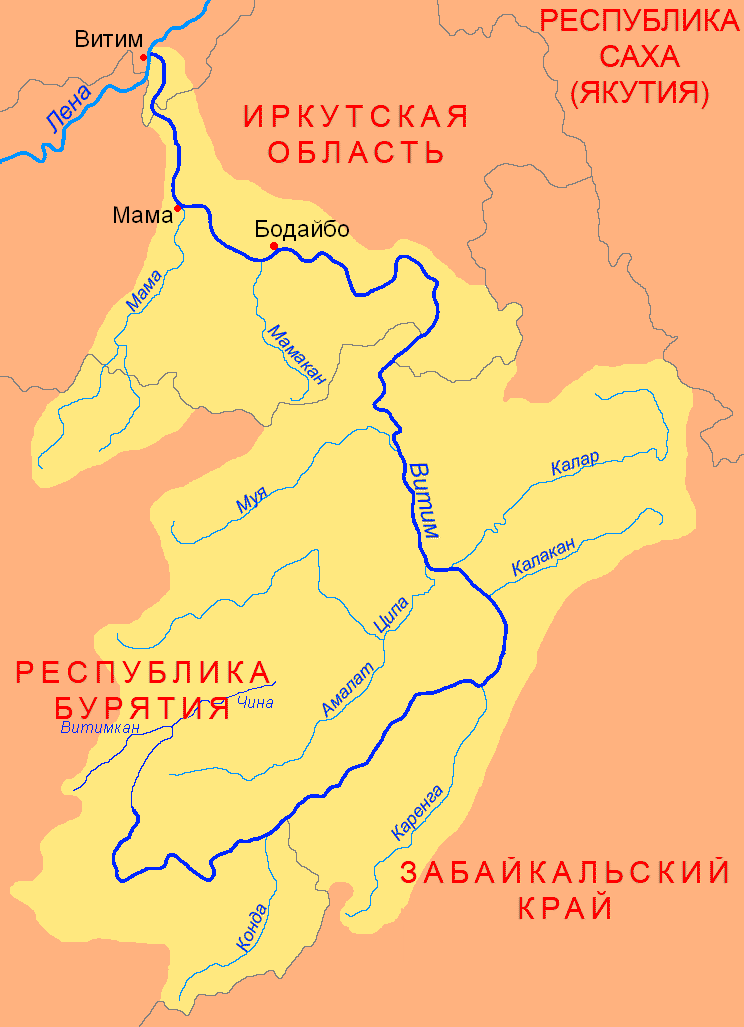

Начинается на восточном склоне Икатского хребта, к востоку от высоты 2350,2 м. Высота истока — 2000 м над уровнем моря. Течёт в северо-восток-восточном направлении, и далее, сливаясь с рекой Чина, образует реку Витим. Высота устья — 1171 м над уровнем моря.
Витимкан является одним из истоков Витима: суммарная их протяжённость составляет 1978 км.
На левом берегу реки (в 4 км выше места слияния с Чиной) находится посёлок Варваринский — административный центр сельского поселения «Витимканское». В 31 км к западу (выше по течению), на правобережье Витимкана, находится посёлок Карафтит.

## Гидрология
Питание преимущественно дождевое.

## Притоки
- Правые притоки: Нижняя Марикта.
- Левые притоки: Бурунгда (Витимканская), Икат, Каратала, Которокон, Уксама.